# Esteem Driven Engine
Esteem Driven Engine è l'album d'esordio dei Pulley, pubblicato nel 1996.

## Tracce
1. Cashed In – 2:12
2. Crawl – 2:10
3. Eyes Open Wide – 2:48
4. Wok Inn – 2:24
5. Four Walls – 3:18
6. One Shot – 1:55
7. Barf – 2:22
8. She – 2:39
9. Lifer – 2:58
10. No Defense – 3:44
11. Silver Tongue Devil – 2:23
12. S.F.B.I.H.Y.D. – 1:47
13. Seain' Different – 2:32
14. All We Have – 2:29

## Formazione
- Scott Radinsky - voce
- Jim Cherry - chitarra
- Mike Harder - chitarra
- Matt Riddle - basso
- Jordan Burns - batteria